# 宋子
宋子（そうし、拼音: Sòngzǐ、紀元前4世紀 - 紀元前3世紀ごろ）は、古代中国戦国時代の諸子百家の一人。宋国出身。稷下の学士の一人。孟子と同時期に活動した。
諸子百家の一人だが、どの家に属するのか判然とせず、道家・名家・墨家・雑家・小説家などのいずれとも解釈される。人間の心や感情を論じ平和主義を説いた。尹文とともに学派を構成した（宋尹学派）。
宋銒（宋鈃、宋钘、そうけん、そうけい）、宋牼（そうけい、そうこう）、宋栄（宋榮、宋荣、そうえい）、宋栄子、子宋子とも呼ばれる。

## 人物像
著作が一切残っておらず、断片的な学説や言行が、複数の文献を通じて伝わる。
『漢書』芸文志では、小説家の書として『宋子』十八篇の存在が記録されている。班固自注では「その言は黄老の意」とされる。
『荘子』天下篇（学説誌的な篇）では、尹文とともに一個の学派（宋尹学派）を構成した人物とみなされ、「白心」を説いた学派として紹介される。『管子』には「白心」篇があり、両者の関係について諸説ある。
『荘子』天下篇によれば、宋尹学派はみな、華山の形をかたどった上下水平な冠を身に着けていた、各地を遊説して上は君主・下は庶民にまで説いた、君主や庶民に拒絶されても気にせず説いた、清貧と献身を重んじて空腹になりながらも説いた、とされる。

## 学説
学説として「見侮不辱」、すなわち「他者から侮蔑されても「辱」と思わない」、または「他者から侮蔑されても「辱」ではない」を説いた。
ここでいう「辱」は、現代日本語では「恥辱」「屈辱」「汚辱」などと翻訳されるが、古典中国語の「辱」はより広範な意味をもつ。「辱」の対概念として「栄」があり、合わせて「栄辱」とも総称される。「栄」「辱」はしばしば諸子の論題になり、例えば『荀子』栄辱篇や正論篇、『説苑』の諸篇、『呂氏春秋』貴生篇の子華子の学説、『老子』の「知足不辱」、『管子』の「衣食足りて栄辱を知る」などで論じられていた。
前提として、当時は他者から侮蔑されたら「辱」と思い、暴力によって報復するのが当然と考えられていた。ここでいう報復とは、個人においては私闘（決闘・喧嘩）、国家においては報復戦争にあたる。宋子は、そのような報復こそが戦乱の原因だと考えた。そこで、戦乱を断つためには、各人が「見侮不辱」を実践することが必要だと説いた。その上で、侵略戦争を放棄（「禁攻寝兵」）すれば、やがて戦乱は終わり平和が訪れると説いた。
「見侮不辱」を実践するということは、言い換えれば、感情・怒りを抑制し、心を動揺させず、意欲・欲求をほぼ無にするということである。宋子においては、「寡欲」「情欲寡」「情欲寡浅」、すなわち「情欲を寡（すく）なくする」と表現される。別解として、「寡なくする」でなく「人の情として欲は本来寡ない」とする解釈もある。
以上の学説は、宋子だけでなく、尹文にも帰される。『尹文子』大道上篇、『公孫龍子』跡府篇、『呂氏春秋』正名篇、『孔叢子』公孫龍篇では、尹文によって似たような学説が論じられている。尹文の場合はさらに、「見侮不辱」を実践できている人を、各国の君主が「士」と呼んで賞讃し、積極的に登用するべきだという旨を説く。
『荘子』天下篇によれば、以上の学説に加えて「別宥」、すなわち「先入観の排除」という学説も説いたとされる。この「別宥」は、『呂氏春秋』去宥篇の「別宥」、『呂氏春秋』去尤篇の「去尤」、『尸子』広沢篇の「別囿」、『荀子』解蔽篇の「解蔽」などと同じと推定される。

## 評価
『荘子』天下篇は宋尹学派について、他の諸子百家と同様に、評価すべき点はあるけれども完全な思想ではないとしている。
『荀子』では、「見侮不辱」「情欲寡浅」を邪説の代表例として複数の篇で非難している。とくに正論篇では、荀子自身の「栄辱」観や「情欲」観をもって、詳細な論駁が展開される。
『孟子』では、それと対照的に、孟子と宋子との親睦が描かれている。両者の間には影響関係があったとされる。

## 登場文献
- 『孟子』告子下 - 当時の二大国で敵対国の秦と楚へ遊説しにいく宋子、それを見送る孟子。『孟子』の主題である「利」が再論される。
- 『荀子』
  - 非十二子 - 十二人の諸子を二人組に分け、墨子とあわせて非難。
  - 天論 - 慎子・老子・墨子とあわせて非難。
  - 正論 - 詳細な論駁。
  - 解蔽 - 墨子・慎子・申子・恵子・荘子とあわせて非難。
  - 正名 - 当時流行していた三種類の邪説・謬説（「三惑」）の一つとして、「正名」の観点から非難。
- 『荘子』
  - 逍遥遊
  - 天下 - 尹文と同じ学派とみなされ、その学説が紹介・批評される。
- 『韓非子』顕学
- 『尹文子』大道下 - 田駢・彭蒙（中国語版）と会話する[15]。
- 『漢書』芸文志